# Усова Катерина Іванівна
Катерина Іванівна Усова (нар. 12 листопада 1991) — українська футбольна суддя, арбітр категорії ФІФА (з 2017 року).

## Життєпис
Катерина Усова здобула вищу освіту, закінчивши Національний університет фізичного виховання і спорту України. У 2012 році почала кар'єру футбольного арбітра як арбітр на матчах регіональних змагань. З 2014 почала працювати у жіночому футболі: спочатку асистентом арбітра (25 матчів), а з 2016 року як головний арбітр. У 2018 році працювала на фінальному етапі жіночого Євро-2018 U-17 у Литві.